# Portageville (Missouri)
Portageville ist eine Kleinstadt im New Madrid County und teilweise im Pemiscot County im US-amerikanischen Bundesstaat Missouri. Bei der Volkszählung im Jahr 2020 lebten dort 2942 Menschen.

## Persönlichkeiten
- Luis Morgan Casey (1935–2022), römisch-katholischer Bischof
- George Woods (1943–2022), Leichtathlet